# Кафана Швајцарија
Кафана Швајцарија се налазила у Београду. Адреса кафане била је Приштинска 50.

## Историјат
Кућа у којој се налазила кафана Швајцарија саграђена је крајем XIX века. Предходни назив кафане Швајцарија био је Бела мачка. Кафана је имала велику салу за плес у зимским условима, а лети је је напољу била велика башта. Кафана Бела мачка била је на лошем гласу пошто су се тамо скупљали људи са затворском прошлошћу, пробисвет као и "лаке" жене. Кафана је увек имала проблема са полицијом, тако да је нови власник Игљац Станчин 1937. године променио име у кафана Швајцарија. Публика се доста променила, тако да је кафана нормално радила. У кафану је углавном долазио средњи слој људи који није марио "које ће одело обући, кад се има само једно; која хаљина најбоље стоји, кад је газдарица дала само једну; који мирис да ставиш, кад га уопште намаш..."